# 이민웅 (1982년)
이민웅(1982년 5월 31일 ~ )은 대한민국의 방송인이자 쇼핑호스트이다.

## 학력
- 건국대학교 의상학과

## 경력
- 2022.09 ~ : 신세계TV쇼핑 쇼호스트
- 프리랜서 쇼호스트
- ~ 2022.06: CJ온스타일 쇼호스트
- CJ ENM 오쇼핑부문 쇼호스트
- CJ오쇼핑 방송운영관리팀 쇼호스트
- 현대홈쇼핑 쇼핑호스트
- LG패션 디자이너

## 출연작

### 예능
- 2018년 MBC 《미스터리 음악쇼 복면가왕》 눈물이 즙즙 감성파 양파맨 (참가자)
- 2018년 E채널 《태어나서 처음으로》
- 2017년 MBN 《카트쇼》
- 2017년 XTM 《남원상사》
- 2016년 채널CGV 《무비 버스터즈》
- 2013년 KBS2 《노홍철의 올댓리빙》

### 드라마
- 2014년 tvN 월화드라마 《로맨스가 필요해 3》